# Förtidsbörd
För människor är förtidsbörd eller prematurbörd en förlossning som sker mellan 22 + 0 och 36 + 6 graviditetsveckor (36 + 6 betyder 36 hela veckor plus sex dagar). Barn födda vid förtidsbörd kallas prematura.
Flera organsystem, till exempel lungorna, är inte redo att fungera väl för ett barn utanför livmodern förrän relativt sent i graviditeten. Därför behöver ofta prematurer betydande sjukvårdsinsatser och neonatalvård. Förtidsbörder är ett betydande perinatalt hälsoproblem över hela världen.
Förtidsbörd syftar på att förlossningen skett i ett visst tidsintervall, medan prematurbörd syftar på att barnets kropp inte är tillräckligt mogen. Gränserna är inte absoluta; det förekommer att barn vid sen förtidsbörd klarar sig utan neonatalvård, och det förekommer att barn som föds efter 36 + 6 graviditetsveckor behöver neonatalvård på grund av hälsoproblem som är typiska för en prematur.
Mortaliteten och morbiditeten är högre vid förtidsbörd, men framsteg inom neonatalvården har gjort att prematura barn har goda chanser att överleva. Komplikationer vid förtidsbörd innefattar andningsstörningar som till exempel RDS, sepsis, nekrotiserande enterokolit, hjärnskador, och synstörningar. Dessutom är risken för cerebral pares förhöjd och omvänt proportionell mot barnets ålder räknat i genomgångna graviditetsveckor.

## Prevalens
Prevalensen av förtidsbörd är cirka 12 procent i Afrika och Nordamerika, och 5 - 6 procent i Sverige.

## Djur
Även hos andra djur än människan sker förlossningar för tidigt. Exempelvis är dräktigheten hos hund i medeltal 63 - 66 dagar, och födseln räknas som tidig om den sker före dag 58. Prematurvalpar kan ha liknande problem som prematura barn, exempelvis svårt att hålla värmen och problem med syresättningen.